# Psaliodes vulpina
Psaliodes vulpina là một loài bướm đêm trong họ Geometridae.